# Сам Уорнър
Самюел Луис „Сам“ Уорнър (10 август 1887 г., Красношелц, Конгресна Полша – 5 октомври 1927 г., Лос Анжелис, САЩ) е американски филмов продуцент от полско-еврейски произход, съосновател (заедно с братята си Хари, Албърт и Джак Уорнър) и изпълнителен директор на Уорнър Брос
Продуцира „The Jazz Singer“ – първия в историята пълнометражен филм със синхронно озвучаване на репликите. Умира от пневмония на 5 октомври 1927 г., един ден преди премиерата му.